# 河南省人民会堂
河南省人民会堂是位于河南省郑州市金水区紫荆山的一座大型公共建筑，竣工于1980年。会堂为河南省人民代表大会及中国人民政治协商会议河南省委员会召开会议的地点，也是河南省内其他一些重大会议及活动的举办地点，同时也作为电影院及文艺演出场馆使用。

## 历史
河南省人民会堂于1978年7月动工，1980年7月建成。建成之初曾称“河南省人民会场”，后改为现名。
河南省人民会堂于2011年3月被列入郑州市中心城区优秀近现代建筑保护名录，2018年12月入选郑州市第一批历史建筑。

## 建筑设计
河南省人民会堂由河南省建筑设计研究院设计，河南省第一建筑工程公司施工。会堂设有3000个座位，除前厅与观众厅大挑台相连接部分为现浇钢筋混凝土框架外，其余均为钢筋混凝土预制装配式框架结构。会堂大门为M型钢屋架，中间为大型剧场，设铝合金屋顶。剧场四周则环绕着3层20米高的楼房，内设有小型会议室21个。舞台口高10.5米，宽2米，舞台净深22.3米，宽30米，高25米，台前设有可容纳80-90人的液压升降乐池，后台化妆室可容纳150人同时使用。